# (10162) Issunboushi
(10162) Issunboushi (1995 AL) – planetoida z pasa głównego asteroid okrążająca Słońce w ciągu 3,87 lat w średniej odległości 2,46 j.a. Odkryta 2 stycznia 1995 roku.